# ニテロイエンセFC
ニテロエンセ・フチボウ・クルーベ（ポルトガル語: Niteroiense Futebol Clube）は、ブラジル・リオデジャネイロ州・ニテロイを本拠地とするサッカークラブである。1913年5月11日に「ニクテロイエンセ・フットボール・クラブ（Nictheroyense Football Club）」として設立された。1980年に活動停止したが、2024年に「アトレチコ・カリオカ」から登録を引き継ぎ、クラブが復活した。

## 歴史

### 初期（1913年–1980年）
クラブはニテロイで設立され、1915年に「リガ・スポルチーヴァ・フルミネンセ」創設に参加。1918年にはカンピオナート・フルミネンセ優勝。1941年に現在のクラブ名に改称。1980年に財政難で活動停止。

### アトレチコ・カリオカ時代（2012年–2023年）
マイコン・ヴィレラによって2012年に設立。プロチームとして2018年から参戦。2020年に八百長問題で批判を受け、数度名称変更したが最終的に「アトレチコ・カリオカ」に戻った。

### 再始動（2024年–）
2024年、アトレチコ・カリオカがFERJ登録を譲渡し、ニテロエンセが復活。同年のカンピオナート・カリオカ・セリエCで「タッサ・ワウジール・アマラウ」を制覇し、B2昇格を決定。さらに2025年にはセリエB1への昇格も達成。

## クラブカラーとユニフォーム
2024年より青を基調とした新しいエンブレムとユニフォームを採用。

## マスコット
クラブのマスコットは先住民の酋長「アラリボイア」。ニテロイの歴史的な創設者である。

## スタジアム
現在はニテロイ市の「コンシャ・アクスチカ」でトレーニングを行い、試合はモッサ・ボニータ、ホナウド・ナザリオ・スタジアムなどで実施。将来的にはホームゲームをニテロイに移転予定。

## 主な成績

### 国内大会
カンピオナート・カリオカ・セリエC
優勝（1回）：2024年
タッサ・ワウジール・アマラウ（州大会前期）
優勝（1回）：2024年
カンピオナート・カンピオナート・フルミネンセ
優勝（1回）：1918年
カンピオナート・カンピオナート・ニテロイエンセ
優勝（1回）：1937年